# Rodrigo Auzmendi
Rodrigo Auzmendi (ur. 28 maja 2001 w Adolfo Gonzales Chaves) – argentyński piłkarz występujący na pozycji napastnika, od 2024 roku zawodnik honduraskiej Motagui.
Jego brat Agustín Auzmendi również jest piłkarzem.